# Joaquín de la Pezuela
Joaquín González de la Pezuela Griñán y Sánchez de Aragón Muñoz de Velasco, I marqués de Viluma (Naval, 21 de mayo de 1761-Madrid, 16 de septiembre de 1830), fue un noble, militar y político español. Tras derrotar al general rioplatense José Rondeau en la batalla de Viluma o de Sipe Sipe, fue nombrado trigésimo noveno virrey del Perú (7 de julio de 1816-29 de enero de 1821) y capitán general de Castilla la Nueva.

## Inicios de su carrera militar
Hijo de Juan Manuel de la Pezuela y Muñoz de Velasco y de Anna María Sánchez Capay. De familia hidalga oriunda de Santander, estudió en el Colegio de Artillería de Segovia y combatió en el sitio de Gibraltar y años más tarde contra Francia en Guipúzcoa y Navarra (1793-1794).
En 1805 fue trasladado a América del Sur, donde ocupó cargos secundarios y posteriormente el virrey del Perú José Fernando de Abascal lo nombró Director de la Artillería Real, que reorganizó profundamente.

## El Ejército del Alto Perú
Después de las derrotas que el Ejército realista del Alto Perú sufrió a manos del Ejército del Norte de las Provincias Unidas del Río de la Plata en las batallas de Tucumán y Salta, comandada por el general patriota Manuel Belgrano, Joaquín de la Pezuela fue nombrado comandante del ejército realista, sucediendo a José Manuel de Goyeneche.
Partió del Callao en abril de 1813 y desembarcó en Quilca, desde donde pasó al Alto Perú, llevando consigo algunos refuerzos y diez cañones medianos. Dedicó algunas semanas a reorganizar el ejército antes de hacer frente a los patriotas.
Mientras el Ejército del Norte de las Provincias Unidas del Río de la Plata avanzaba hacia el Alto Perú, Pezuela se limitó a evitar en lo posible la ayuda que podría recibir de las guerrillas locales, las llamadas republiquetas.
La victoria sobre una de estas guerrillas le permitió apoderarse de correspondencia que le reveló que el general Belgrano esperaba prontos refuerzos, por lo que se apresuró a atacarlo en la batalla de Vilcapugio el 1 de octubre. En un principio pareció que estaba siendo derrotado, pero la mala coordinación de las tropas independentistas y el sorpresivo contraataque de la caballería del coronel Saturnino Castro le dio la victoria. No obstante que logró apoderarse de la artillería y el parque, no pudo perseguir a su enemigo. Cuando finalmente pudo volver a atacar a Belgrano, este había logrado reorganizar su ejército, pero al frente del mismo esperó en una posición favorable elegida de antemano; Pezuela atacó desde un flanco, y obligó a su enemigo a cambiar de frente en medio de la batalla, derrotándolo por completo. El ejército independentista se retiró hacia San Salvador de Jujuy.
Tras derrotar a algunas republiquetas, pero dejando otras a sus espaldas, Pezuela avanzó hacia el sur y ocupó la ciudad de Salta a fines de mayo de 1814. Pese al apoyo de algunos realistas locales, los gauchos de la región, organizados por Luis Burela y  especialmente Martín Miguel de Güemes lo aislaron de la provincia y le quitaron la posibilidad de apoderarse de víveres. La victoria de las republiquetas de Vallegrande y Santa Cruz en la batalla de La Florida lo obligó a regresar hacia el norte, y la hostilidad de los gauchos, que capturaron o mataron 1200 de sus hombres, le impidió dejar parte de su ejército en Salta o Jujuy.
Fijó su cuartel general en Cotagaita, desde donde envió a su segundo jefe, el general Juan Ramírez Orozco, con más de la mitad de sus fuerzas, a aplastar la rebelión del Cuzco, que había logrado controlar no solo esa ciudad, sino también La Paz y Arequipa, entre otras.
Cuando el general José Rondeau inició la tercera expedición auxiliadora al Alto Perú, debió retirarse hacia el norte. El avance independentista fue tan lento que dio tiempo a Pezuela a recibir el ejército de Ramírez Orozco, que volvía victorioso desde el Cuzco, y algunos refuerzos venidos desde Chile, región que recientemente había sido reconquistada por los realistas.
Tras rechazar exitosamente un ataque sorpresa en la batalla de Venta y Media, persiguió a Rondeau hasta las cercanías de Cochabamba; allí esquivó el esquema defensivo enemigo bajando por la peligrosa Cuesta de Viluma y derrotó a Rondeau en la batalla de Sipe Sipe, llamada también batalla de Viluma, el 29 de noviembre de 1815.
Al año siguiente, el rey Fernando VII de España le otorgó el título de marqués de Viluma y el rango militar de teniente general.

## Virrey del Perú

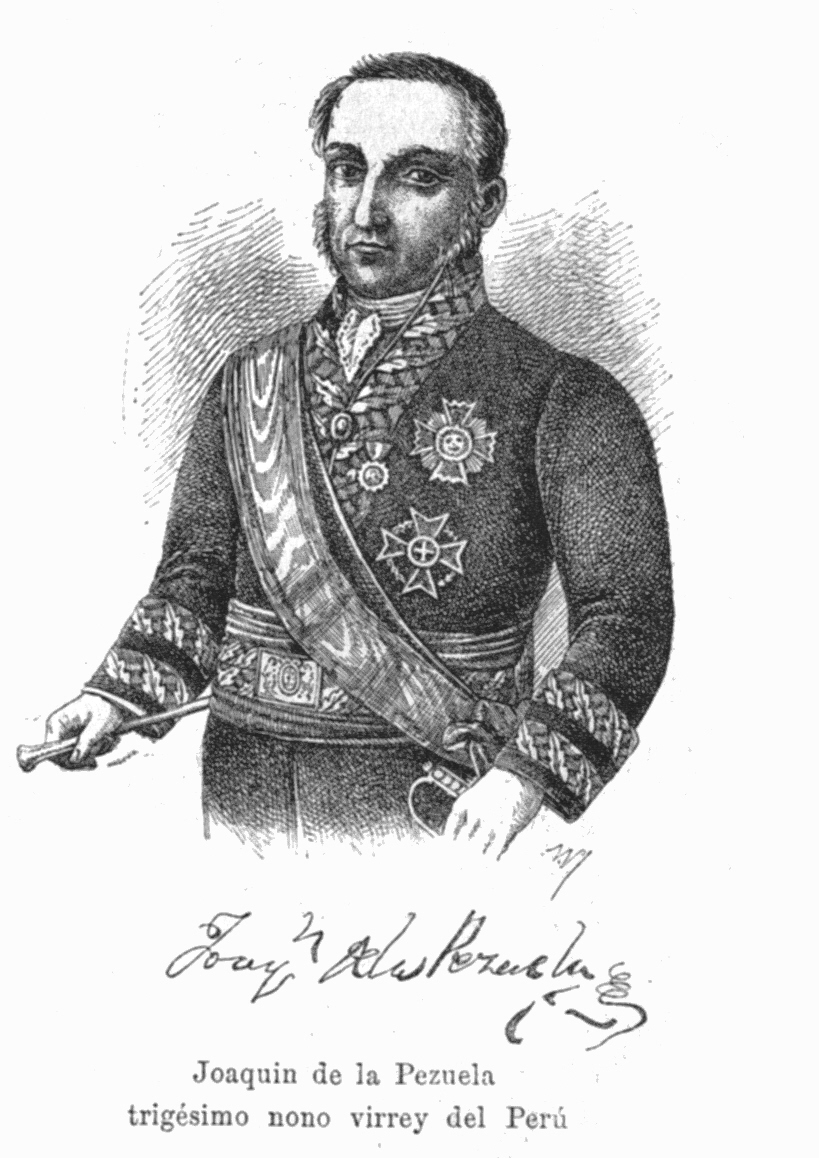
Joaquín de la Pezuela y su firma, grabado de Evaristo San Cristóval.

En octubre de 1816 Joaquín de la Pezuela fue nombrado virrey del Perú, para suceder a José Fernando de Abascal, que había ocupado ese cargo durante diez años.
Concentró sus esfuerzos en apoyar las expediciones hacia el norte de la actual Argentina de su sucesor en el mando del Ejército del Alto Perú, José de la Serna, y en apoyar a las fuerzas realistas de Chile.
Tras la victoria del patriota general José de San Martín en la batalla de Chacabuco, envió a Mariano Osorio a Chile, donde este organizó un ejército para intentar reconquistar una vez más ese territorio. Pero cuando el general San Martín derrotó a Osorio en la batalla de Maipú retiró las fuerzas realistas de Chile y dejó que la causa del rey fuera defendida por guerrillas irregulares y por indígenas mapuches.
Durante dos años se limitó a apoyar al ejército que operaba en el Alto Perú y a lanzar expediciones cada vez más débiles sobre Salta, mientras aguardaba el esperado ataque de San Martín desde Chile. Este finalmente se produjo el 8 de septiembre de 1820, cuando arribó a Paracas la Expedición Libertadora del Perú. Desde allí, San Martín lanzó la Primera campaña de Arenales a la sierra del Perú que recorrió el territorio de sur a norte, mientras el resto del ejército se instalaba en Huaura. San Martín inició negociaciones con Pezuela, que no lograron éxito alguno, debido a que el jefe expedicionario proponía la independencia del Perú, lo que era inaceptable para el virrey.

### Golpe de Estado y destitución
La exitosa campaña de Arenales a la sierra, la imposibilidad de expulsar a la escuadra chilena al mando de Thomas Cochrane de la costa peruana y la fidelidad del virrey Pezuela al absolutismo provocaron su desprestigio, especialmente debido a que la mayor parte de los oficiales a sus órdenes eran liberales.
El 29 de enero de 1821, los jefes liberales, dirigidos por el general José de la Serna, lo derrocaron por medio del llamado Pronunciamiento de Aznapuquio. Posteriormente el resultado de este golpe fue reconocido por España.

## Últimos años
Después de abandonar el Palacio de los Virreyes, se mudó temporalmente a su casa en el Palacio de la Magdalena, luego Pezuela se embarcó inmediatamente hacia España, donde en 1825 fue nombrado capitán general de Castilla la Nueva.
Falleció en Madrid el 16 de septiembre de 1830.

## Matrimonio y descendencia
En 1793, contrajo matrimonio en Santander (España) con Ángela de Ceballos y Olarría, con la cual tuvo a:
- María del Carmen González de la Pezuela y Ceballos (Tudela, 30 de octubre de 1794-Madrid, 15 de febrero de 1858), 378.ª Dama de la Orden de las Damas Nobles de la Reina María Luisa, casada en Lima, el 25 de diciembre de 1819, con su pariente lejano Rafael de Ceballos-Escalera y Ocón, cuya descendencia obtuvo el marquesado de Miranda de Ebro.
- Manuel de la Pezuela y Ceballos (La Coruña, 1797-1876), II marqués de Viluma, casado y con descendencia.
- Juan de la Pezuela (Lima, 16 de mayo de 1809-Madrid, 1 de noviembre de 1906), I marqués de la Pezuela, grande de España en 1852, I conde de Cheste en 1864, I vizconde de Ayala, en Álava, por Cartas Patentes de Isabel II de España de 28 de septiembre de 1852, confirmadas el 31 de julio de 1865, capitán general de los Ejércitos, casado y con descendencia que se quedó extinta en 1923.
- Joaquina González de la Pezuela y Ceballos, casada con Mariano de Osorio.
- María Isabel González de la Pezuela y Ceballos (8 de julio de 1812-?), casada con Santiago de Tejada y Santa María.
- Juana de la Pezuela, casada con el mariscal de campo Juan Loriga y Reguera, en 1825.

| Predecesor: José Fernando de Abascal | 39.º virrey del Perú 1816-1821                        | Sucesor: José de la Serna                |
| Predecesor: Pío Tristán              | General del Ejército realista del Alto Perú 1813-1816 | Sucesor: Estanislao Sánchez Salvador     |
| Predecesor: —                        | 1.er marqués de Viluma 1830-1832                      | Sucesor: Manuel de la Pezuela y Ceballos |